# エディオンEAST
株式会社エディオンEAST（エディオンイースト、英: EDION EAST Corporation）は、かつて存在した中部地方・関東地方の東日本を基盤とする日本の家電量販店チェーンの運営会社である。エディオングループの傘下会社のひとつ。
2010年10月1日付で株式会社エディオンに吸収合併され、現在は株式会社エディオン EASTカンパニー（エディオン イーストカンパニー）となっている。

## 概要
中部地方で「エイデン」、関東地方で「石丸電気」の両ブランドで家電量販店を展開していた。関東では、株式会社東京エディオンから承継した店舗を当初「エディオン」ブランドでも店舗展開を行っていたが、2009年11月20日から店舗ブランドを石丸電気に統一した。本社はエイデン時代に引き続き名古屋市港区（エディオン名古屋みなと店）に、本店は名古屋市中村区（エディオン名古屋本店）に所在する。2012年10月1日を以って全店舗「エディオン」に改称した。
エディオングループ内の事業再編の中で、東日本での事業拡大、組織機能の強化と効率化、経営資源の有効活用の3つを柱とした経営効率の向上を目的として、株式会社エイデンの企業名を変更して誕生した。

## 運営店舗
- エイデン - 中部地方（愛知・岐阜・三重・長野・静岡・和歌山）に展開の総合家電専門店
- 石丸電気 - 関東地方（東京・神奈川・千葉・埼玉・茨城）に展開の総合家電専門店
- コンプマート - パソコン専門店（愛知）
- ホームエキスポ - ホームセンター・ペットショップの展開（愛知）
- ディスクステーション - CDおよびDVDの販売（愛知・岐阜）
- ネバーランド - エイデン大型店内でのゲーム・ホビーの販売
- シューリーズ - エイデン大型店内での家電・パソコン等の持込修理サービス

## 沿革
企業名変更前の法人に関してはエイデン#沿革を、事業統合前の各店舗ブランドは石丸電気#沿革・東京エディオン#沿革を、それぞれ参照のこと。
- 2009年（平成21年）
  - 10月1日 - 株式会社エイデンが、社名を株式会社エディオンEASTに改名。なお、エイデン、石丸電気などの店舗ブランドは存続。
  - 11月14日 - 同社運営のデオデオ上尾中央店が石丸電気に改称し、関東地方からデオデオが消滅。
  - 11月20日 - 関東地方の全店舗ブランドを石丸電気に統一し、「エディオン」ブランドの店舗が消滅。

## グループ会社
- 株式会社エイデンコミュニケーションズ（携帯電話販売店）
- 株式会社コムネット（家電製品等の配送・据付工事・修理）
- 株式会社エヌワーク（ITシステム構築・運用・保守）